# Kōichi Kidera
Kōichi Kidera (jap. 木寺浩一 Kidera Kōichi; ur. 4 kwietnia 1972) – japoński piłkarz występujący na pozycji bramkarza.

## Kariera klubowa
Od 1991 do 2009 roku występował w klubach NKK, Kyoto Purple Sanga, Honda Luminozo Sayama, Albirex Niigata, Sanfrecce Hiroszima i Zweigen Kanazawa.